# 切切利夫卡
48°47′12″N 29°29′38″E / 48.78667°N 29.49389°E
切切利夫卡（烏克蘭語：Чечелівка），是烏克蘭的村落，位於該國西南部文尼察州，由海辛區負責管轄，始建於1800年，面積2.59平方公里，海拔高度219米，2001年人口1129，人口密度每平方公里436.24人。